# Royal Institute of Oil Painters
Le Royal Institute of Oil Painters (ROI), en français institut royal des peintres à l'huile,  est une association de peintres située à Londres dont le but est d'encourager les peintres travaillant à l'huile. Elle fait partie de la Federation of British Artists.

## Histoire
Le Royal Institute of Oil Painters est fondé en 1882 et obtient l'épithète de royal du roi Édouard VII en 1909. Le nombre de ses membres est limité à soixante-cinq ; ils sont élus par les membres existants. Ses expositions annuelles sont ouvertes aux peintres ayant obtenu l'approbation générale et ceux qui présentent suffisamment de mérite sont élus comme associés pour une période de cinq ans pendant laquelle ils peuvent ou non être élus comme membres de plein droit.
Les artistes suivants ont eu affaire à l'institut : Lawrence Alma-Tadema, John Collier, Henri Fantin-Latour, Laura Knight, Alexandre Mann, William Ranken, Auguste Rodin, Walter Sickert ou encore Alfonso Toft.
L'institut est l'un des neuf membres de la Federation of British Artists et tient ses réunions au siège de cette fédération, aux Mall Galleries, près de Trafalgar Square.
L'institut est actuellement présidé par Mr Ian Cryer.  
Ses archives de 1882 à 1997 se trouvent conservées au Victoria and Albert Museum.